# Mys Flattery

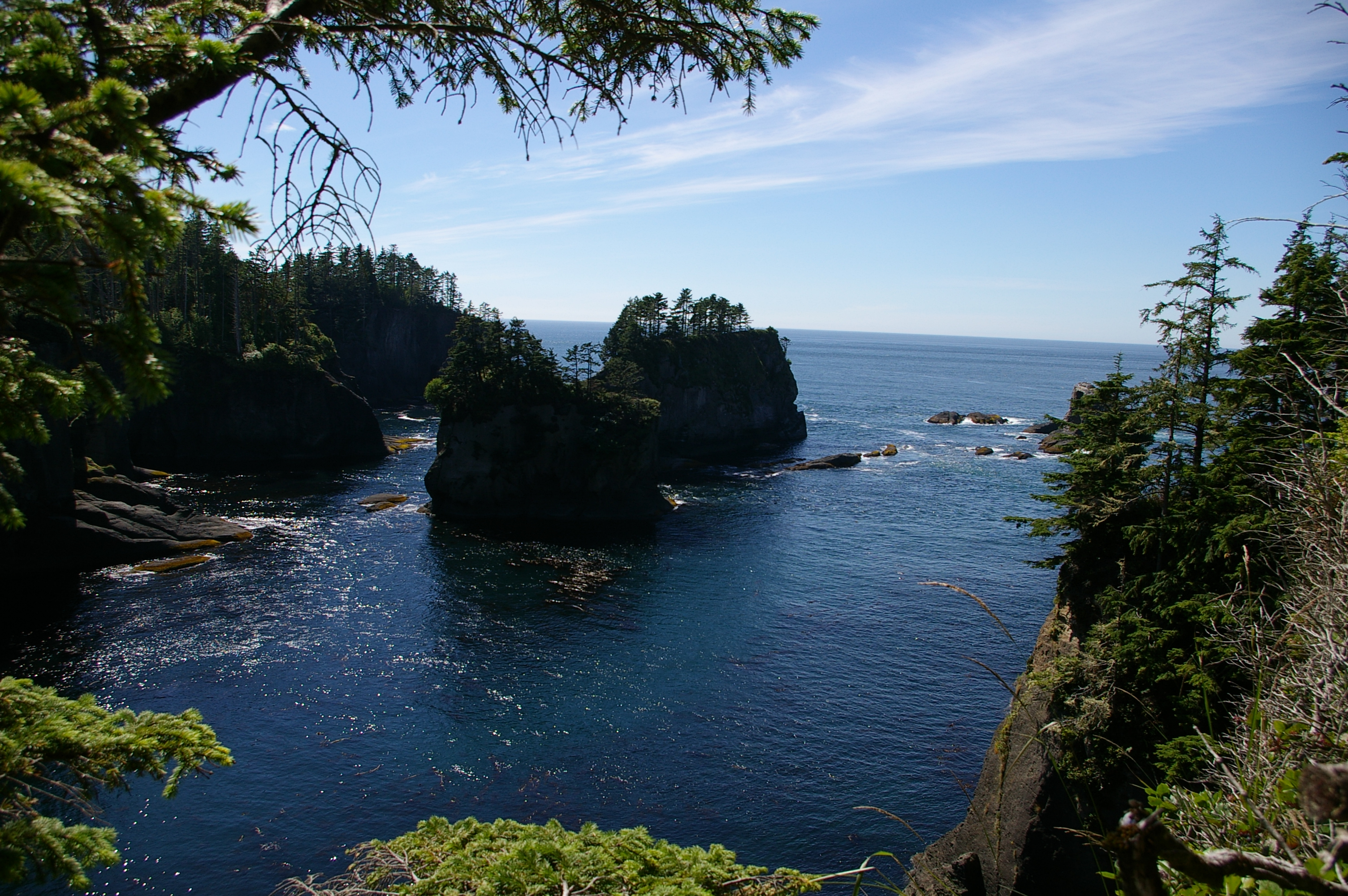
Mys Flattery

Mys Flattery je nejseverozápadnějším bodem pevninských Spojených států amerických. Nachází se na Olympijském poloostrově, v okresu Clallam, na místě, kde se úžina Juana de Fucy spojuje s Pacifikem. Také je částí Makažské rezervace a severní hranicí národní námořské rezervace Olympijské pobřeží. Na mys se lze dostat po krátkém pochodu po převážně dřevěném chodníčku. Jižně od mysu se nachází nejzápadnější bod pevninských Spojených států, Alavův mys, který se nachází v Olympijském národním parku. Nejzápadnější kousek mysu Flattery je ale skoro stejně na západě jako mys Alavův.
Cape Flattery Lighthouse je maják nacházející se nedaleko mysu, leží ovšem na Tatooshově ostrově. Po stranách mysu jsou dvě zátoky – Makažská a Neažská. Neah Bay je pak nejbližším městem.

## Fucův pilíř

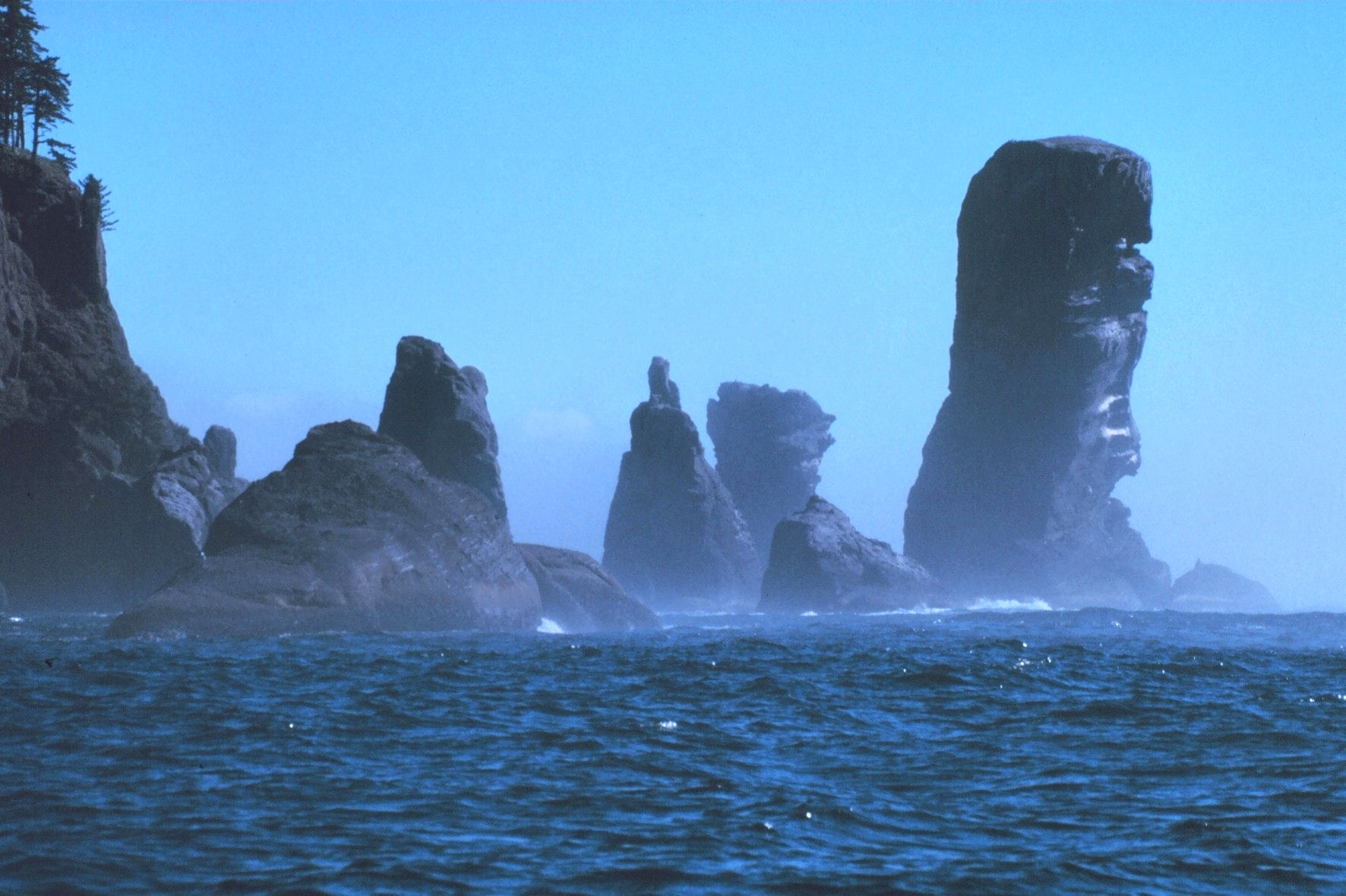
Fucův pilíř

Fucův pilíř je vysoká, téměř obdélníková skála na západní straně mysu Flattery. Své jméno nese po Juanu de Fucovi, řeckému mořeplavci, který objevoval pro Španělsko. De Fuca je nejspíš prvním Evropanem, který kdy spatřil pilíř a také který prozkoumal úžinu Juana de Fucy, která rovněž nese jeho jméno.